# Otto Jahn

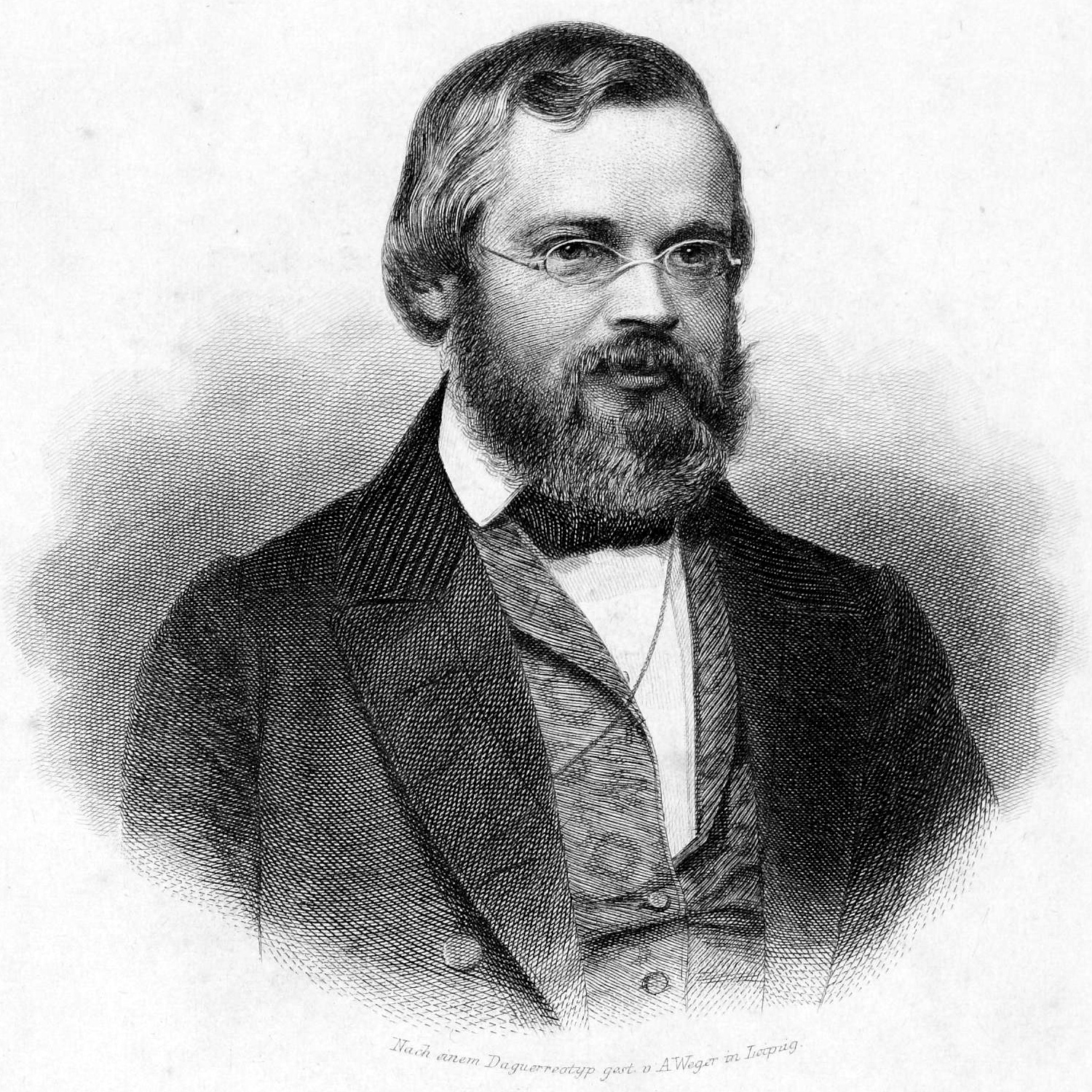
Otto Jahn.

Otto Jahn (Kiel, 16 giugno 1813 – Gottinga, 9 settembre 1869) è stato un compositore e archeologo tedesco, filologo e critico d'arte.

## Biografia

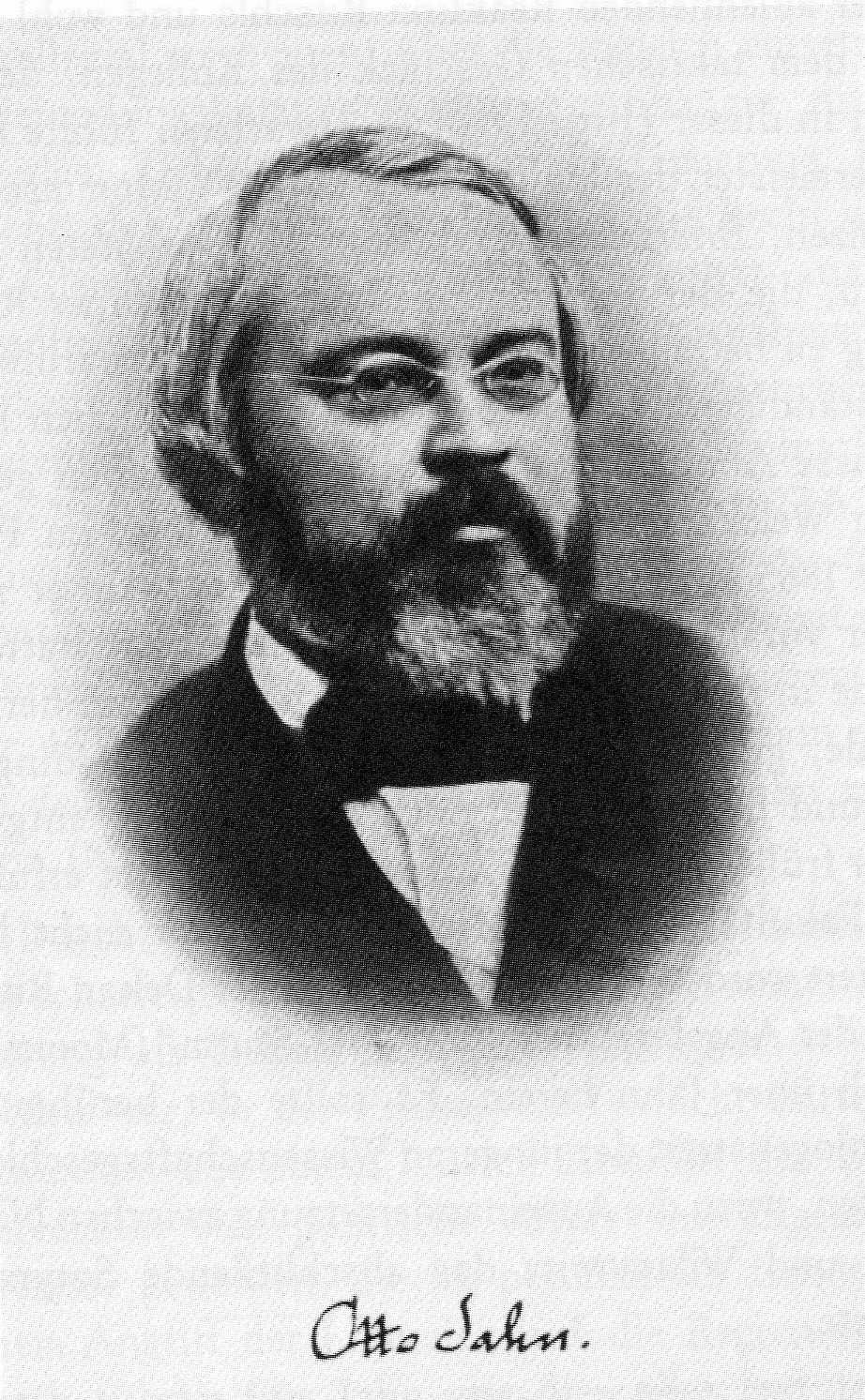
Otto Jahn a Bonn nel 1860

Otto Jahn era figlio dell'avvocato Kiel Jakob Jahn e, da parte di sua madre, nipote del professore di legge Kiel Adolf Friedrich Trendelenburg.
La famiglia Jahn era appassionata di musica, e Otto Jahn aveva intenzione di diventare un musicista.
Il padre lo ha mandato nel 1830 nel famoso collegio Landesschule Pforta situato in Sassonia-Anhalt, dove ha studiato sotto la guida di Christian Friedrich Neue (1798-1886), di August Koberstein (1797-1870), e in particolare di Adolph Lange Gottlob (1778-1831) filologia classica.
Dopo aver completati i suoi studi universitari a Kiel e a Berlino, ha viaggiato per tre anni in Francia e in Italia grazie a una borsa di studio del governo danese.
Nell'autunno del 1837 è andato a Parigi, dove ha studiato i manoscritti delle opere di Orazio e di Giovenale e ha frequentato l'archeologo e scienziato Jean de Witte e l'archeologo Désiré-Raoul Rochette.
Dall'ottobre del 1838 ha soggiornato a Roma, dove assieme ad August Emil Braun ha avuto modo di conoscere gli scavi di Roma. Nella primavera del 1839, Jahn ha viaggiato attraverso l'Italia meridionale e la Sicilia. Durante il suo viaggio di ritorno, ha incontrato Karl Otfried Müller a Firenze. Nell'estate del 1839 è tornato a Kiel.
È stato insegnante di archeologia e di filologia all'Università di Greifswald, di Lipsia e di Bonn.
Ha diretto il museo di arte di Bonn.
Durante il rivoluzionario 1848, insieme a Moriz Haupt, Gustav Freytag, Otto Wigand, Salomon Hirzel e altri, ha formato un circolo di amici che appartenevano alla Associazione liberale tedesca e ha partecipato attivamente alla politica del 1848. Dopo lo scioglimento dell'Assemblea nazionale nel 1849, gli accademici sono stati licenziati dai loro incarichi. In solidarietà con i suoi amici, Jahn ha rifiutato le richieste dell'Università di riportarlo all'insegnamento. La sua carriera accademica si è quindi interrotta momentaneamente, tranne che per il posto di segretario della Società di Scienze di Lipsia. Nell'estate del 1855 ha ricominciato la sua carriera di insegnante all'Università di Bonn.
Tra le sue opere più significative vi sono la mastodontica biografia di Mozart pubblicata, per la prima volta, nel 1856, ed in seguito riveduta nel 1905 da Deiters e ulteriormente aggiornata da Abert nel 1921, in cui ha raccolto per la prima volta le fonti scritte sulla vita del compositore e le ha valutate usando metodi filologici, oltreché un lavoro biografico ed editoriale su Ludwig van Beethoven, per il quale è stato in grado di intervistare nel 1852, durante un soggiorno a Vienna, numerosi amici e contemporanei del compositore, tra cui Carl Czerny e Franz Grillparzer.
Ha pubblicato, inoltre, un accurato studio sul Paulus di Felix Mendelssohn e una antologia di Gesammelte Aufsätze uber Müsik nel 1866.
Tra le sue composizioni si annoverano 32 lieder e un volume di canti a 4 voci.

## Pubblicazioni
Archeologia
- Palamedes (1836)
- Telephos und Troilos (1841)
- Die Gemälde des Polygnot (1841)
- Pentheus und die Mänaden (1841)
- Paris und Oinone (1844)
- Die hellenische Kunst (1846)
- Peitho, die Göttin der Überredung (1847)
- Über einige Darstellungen des Paris-Urteils (1849)
- Die Ficoronische Cista (1852)
- Pausaniae descriptio arcis Athenarum (3ª ed., 1901)
- Darstellungen griechischer Dichter auf Vasenbildern (1861)

Filologia
- Juvenal, Persius e Sulpicia (3ª ed. F. Bücheler, 1893)
- Censorinus (1845)
- Florus (1852)
- Cicero, Brutus (4ª ed., 1877) e Orator (3ª ed., 1869)
- Livius, Periochae (1853)
- Apuleius, Psyche et Cupido (3ª ed., 1884; 5ª ed., 1905)
- Longinus (1867; ed. J. Vahlen, 1905)

Biografie e estetica
- Ueber Mendelssohn's Paulus (1842)
- Biographie Mozarts, (3ª ed. H. Deiters, 1889-1891)
- Ludwig Uhland (1863)
- Gesammelte Aufsatze über Musik (1866)
- Biographische Aufsätze (1866).